# Antonówka (obwód iwanofrankiwski)
Antonówka (ukr. Антонівка) – wieś na Ukrainie,  w rejonie tłumackim obwodu iwanofrankiwskiego.